# Escarpement de Vesta
Vesta Rupes
Pour les articles homonymes, voir Vesta.
L' escarpement de Vesta (désignation internationale : Vesta Rupes) est un escarpement situé sur Vénus dans le quadrangle de Lakshmi Planum. Il a été nommé en référence à Vesta, déesse romaine du foyer.